# 뉴욕에서 온 남자, 파리에서 온 여자
《뉴욕에서 온 남자, 파리에서 온 여자》(영어: 2 Days in Paris)는 2007년 개봉한 프랑스와 독일의 로맨틱 코미디 드라마 영화이다. 쥘리 델피가 연출, 각본, 제작, 편집, 음악, 주연을 맡았다. 영화는 파리에서 촬영되었으며, 마리옹 역을 연기한 쥘리 델피의 실제 부모가 마리옹의 부모 역으로 출연하였다.
이 영화는 2007년 2월 10일 제57회 베를린 국제 영화제 파노라마 부문에서 상영되었으며, 독일에서는 2007년 5월 17일에, 프랑스에서는 7월 11일에 극장에서 개봉하였다. 평론가들로부터 긍정 평가를 받았으며, 쥘리 델피는 이 영화를 통해 2008년 제33회 세자르상 각본상 후보에 올랐다.
이후 마리옹이 뉴욕에서 새로운 남자와 살게 되는 이야기를 다룬 속편 《2 데이즈 인 뉴욕》(2 Days in New York)이 2012년 개봉하였다.

## 줄거리
프랑스 출신의 사진작가 마리옹은 늘 전전긍긍하고 건강 염려증이 있는 데다가 줄담배를 피우고 문신이 가득한 미국인 인테리어 디자이너 남자친구 잭과 함께 뉴욕에서 살고 있다. 관계에 활력을 불어넣기 위해 떠난 베네치아 여행이 영 로맨틱하지 않은 결과로 끝난 뒤 마리옹은 파리에 있는 부모님에게 맡긴 고양이를 데려오기 위해 잭과 함께 파리행 야간 열차를 타고, 둘은 이틀 동안 파리에 머무르기로 결정한다. 잭은 마리옹이 과거 연인들과 계속 연락해 왔다는 사실에 놀라고, 언어 장벽에 부딪히는 한편 마리옹의 옛 애인들을 연이어 만나면서 점점 불편한 감정을 느낀다. 한편 마리옹은 사랑, 관계, 그리고 자신의 충동적인 성격에 대한 불안감과 씨름한다.

## 출연진
- 애덤 골드버그
- 쥘리 델피
- 다니엘 브륄
- 마리 피예
- 알베르 델피
- 알렉시아 랑도
- 아당 조도로프스키
- 알렉스 나옹

## 기타 제작진
- 라인 제작: 샤를 파비오
- 공동 제작: 쥘리 델피, 울프 이스라엘
- 의상: 스테판 롤로